# Тессаро, Станислав
Станислав Тессаро псвд. «Мариан», «Зосик» (24 июня 1891 года, Бяла-Подляска, Седлецкая губерния, Российская империя — 9 марта 1933 года, Пшемысль, Львовское воеводство, Польская Республика) — бригадный генерал Войска Польского. Главнокомандующий Корпуса Охраны Границы в 1929—1930 годах.

## Биография
Станислав Тессаро родился 24 июня 1891 года в Бяла-Подляска, уездном городе Седлецкая губернии Царства Польского. Учился в государственной реальной школе в Варшаве, а затем в реальной школе Витольда Врублёвского, в которой в 1909 году получил аттестат зрелости. В декабре 1905 года принимал участие в школьной забастовке. В 1909—1913 годах учился на машиностроительном факультете Политехнической Школы во Львове.
В реальной школе входил в тайное общество самообразования, затем во время учёбы начал участвовать в нелегальном движении за независимость. В 1909 году стал одним из первых членов «Союза активной борьбы», а в следующем году членом Стрелецкого союза. В Союзе прошёл все ступени иерархии, до командования ротой включительно. В 1912 году стал офицером союза, а после окончания Высших офицерских курсов Союза активной борьбы, один из первых 66 выпускников получил офицерский знак «Парасоль». В 1913 стал комендантом округа Стрелецкого союза в Домбровском угольном бассейне и одновременно «окружкомовцем ППС», то есть членом руководства окружного отделения Польской социалистической партии. Конспиративную работу вёл под псевдонимом «Мариан». На тот момент был 22 лет от роду. Осенью 1913 года, в Сосновце, во время одного из выступлений произошло применение огнестрельного оружия, в результате чего был арестован. Удалось сбежать из комиссариата полиции, а затем уехать из Домбровского бассейна. Был назначен на должность коменданта Стрелецкого союза в Вильно. В 1914 году был послан в Краков.
Во время I мировой войны воевал в рядах первых польских легионов. 6 августа 1914 выехал из Кракова во главе второй кадровой роты, которая потом вошла в состав III батальона. До апреля 1917 командовал ротой, а затем до июля того же года батальоном в 1. пехотном полку Легионов. 29 сентября 1914 года ему присвоено звание поручика, а 15 июня 1915 года звание капитана. 22 ноября 1914 был ранен в бою под Анелинем. В июле 1917, после кризиса воинской присяги, был интернирован в Щипйорно. В лагере выдавал себя за добровольца, в мундире сержанта, вместе с рядовыми солдатами Легионов. В Щипйорно исполнял обязанности конспиративного коменданта лагеря. Раскрытый немцами был вывезен в Рейх. Содержался в тюрьмах в Хафельберге, Раштатте и Верле. В середине ноября 1918 года вернулся в Польское Королевство и получил должность коменданта округа VIIIa Польской военной организации в Замосце. 1 ноября 1918 года, выполняя приказ генерала Эдварда Рыдз-Смиглы, организовал мобилизацию ПОВ на территории замостского округа. 4 ноября получил звание майора и был назначен комендантом Военного округа «Замосць». Был одним из организаторов Хелмского пехотного полка, который позднее был переименован в 35 пехотный полк.
В дальнейшем нёс службу на должности командира запасного батальона 35. пехотного полка. В мае 1919 переведён во 2. пехотную дивизию Легионов, в которой принял командование оперативной группой, состоящей из трёх пехотных батальонов, эскадрона кавалерии и артиллерийской батареи. С 19 июля 1919 до 23 июля 1920 командовал 2. пехотным полком Легионов. На этой должности 22 мая 1920 года был утверждён в звании полковника пехоты, с производством от 1 апреля 1920, «в группе ветеранов Польских Легионов». 3 мая 1922 подтверждён в этом звании со старшинством с 1 июня 1919 года в корпусе офицеров пехоты. С июля до ноября 1922 года командовал 2. пехотной бригадой Легионов и одновременно, с сентября 1920 до 1921, исполнял обязанности командира 2. пехотной дивизии Легионов. С 1923 до мая 1926 был командиром дивизионной пехоты в 30. Полесской пехотной дивизии. 31 июля 1926 назначен на должность комдива 30. Полесской пехотной дивизии в Кобрине.
16 марта 1927 президент Республики Игнаций Мосцицкий по рекомендации министра военных дел, первого маршала Польши Юзефа Пилсудского произвёл его в бригадные генералы со старшинством с 1 января 1927 года и 12 номером в корпусе генералов.
12 мая 1929 был снят с должности командира дивизии в связи с назначением главнокомандующим Корпуса Охраны Границы. 14 ноября 1930 был назначен командующим Военного округа № 10 в Пшемысле.
В субботу 4 марта 1933 заболел воспалением лёгких и плевральной полости. В понедельник 6 марта был госпитализирован в 10 окружной госпиталь в Пшемысле. Скончался в госпитале, в четверг, 9 марта 1933 году в 13:15. Непосредственной причиной смерти был инфаркт.
13 марта 1933 в 9:00, в Пшемысле, состоялось перенесение останков из часовни окружного госпиталя в кафедральный собор, а затем на железнодорожный вокзал. Отпевание в соборе провели: суфраганный епископ ксёндз Францишек Барда — от латинского обряда и епископ ксёндз Иосафат Коциловский — от греко-католического обряда. На вокзале умершего провожали генералы бригады: Вацлав Скевола—Вечоркевич и Станислав Вероньский, а также бургомистр Пшемысля Роман Крогулецкий. В 15:52 скорый поезд, везущий останки генерала выехал в направлении Варшавы. «Ряды публики, участвовавшей в торжественных похоронах в Пшемысле, превышали 20 тысяч человек». В 23:15 поезд прибыл на Главный вокзал столицы, где его ждала семья умершего. Затем гроб был перенесён в гарнизонный костёл на улице Длугой.
14 марта 1933 года генерал был похоронен на кладбище «Воинское Повонзки» в Варшаве. Перед церемонией погребения была проведена в 10:00 месса в гарнизонном костёле прелатом Брониславом Михальским. В церемонии принимала участие семья покойного, премьер-министр Александр Пристор с представителями правительства, вице-министр военных дел, дивизионный генерал Казимир Фабрицы и бригадный генерал Фелициан Славой-Складковский, представители генералитета, во главе с дивизионным генералом Казимиром Соснковским и дивизионным генералом Эдвардом Рыдз-Смиглы, глава военного кабинета президента, полковник Пётр Глоговский, делегации офицеров и подофицеров из воинских частей Варшавы и корпусного округа Пшемысль, коллеги и ещё большое количество людей.

## Награды
- Серебряный крест ордена «Virtuti Militari»
- Крест Независимости — 20 января 1931[9]
- Командор ордена Возрождения Польши — 10 ноября 1928[10][11]
- Крест Храбрых — четырежды
- Золотой Крест Заслуги
- Медаль «Участнику войны. 1918—1921»
- Медаль «10-летие обретения независимости»
- Офицерский знак «Парасоль»